# Windows Media Audio
Windows Media Audio е формат за компресия на звук, разработен от Майкрософт. Името е събирателно за файловия формат, както и за различните кодеци. Форматът е комерсиална разработка и е част от колекцията Windows Media мултимедийни формати. WMA се състои от четири кодека. Оригиналният WMA е конкуренция на MP3 и RealAudio. Днес е сред най-популярните формати, на едно с MP3 и MPEG-4 AAC. По-нови разработки включват:
- WMA Pro е по-нов, с по-добра функционалност, поддръжка на многоканален звук и звук с високо качество
- WMA Lossless компресира звук без загуби
- WMA Voice е насочен специфично към преноса на гласови данни при ниски пропускателни способности

## История
Първият WMA формат е базиран на разработките на Енрик Малвар и неговият екип. Мавлар е старши изследовател и мениджър на Signal Processing Group в Майкрософт. Първата успешна разработка бива наречена MSAudio 4.0. По-късно името бива променено на Windows Media Audio, като част от Windows Media Technologies 4.0. По твърдения на Майкрософт WMA има същото качество при двойно по-малък битрейт, в сравнение с MP3.
Новите версии се пускат както следва: Windows Media Audio 2 през 1999, Windows Media Audio 7 през 2000, Windows Media Audio 8 през 2001, Windows Media Audio 9 през 2003. За пръв път през 1999 Майкрософт обявява планове да лицензира технологията на други. През 2003 Майкрософт пуска нови формати, които не са съвместими с първоначалния WMA: Windows Media Audio 9 Professional, Windows Media Audio 9 Lossless и Windows Media Audio 9 Voice.